# Píton-reticulada

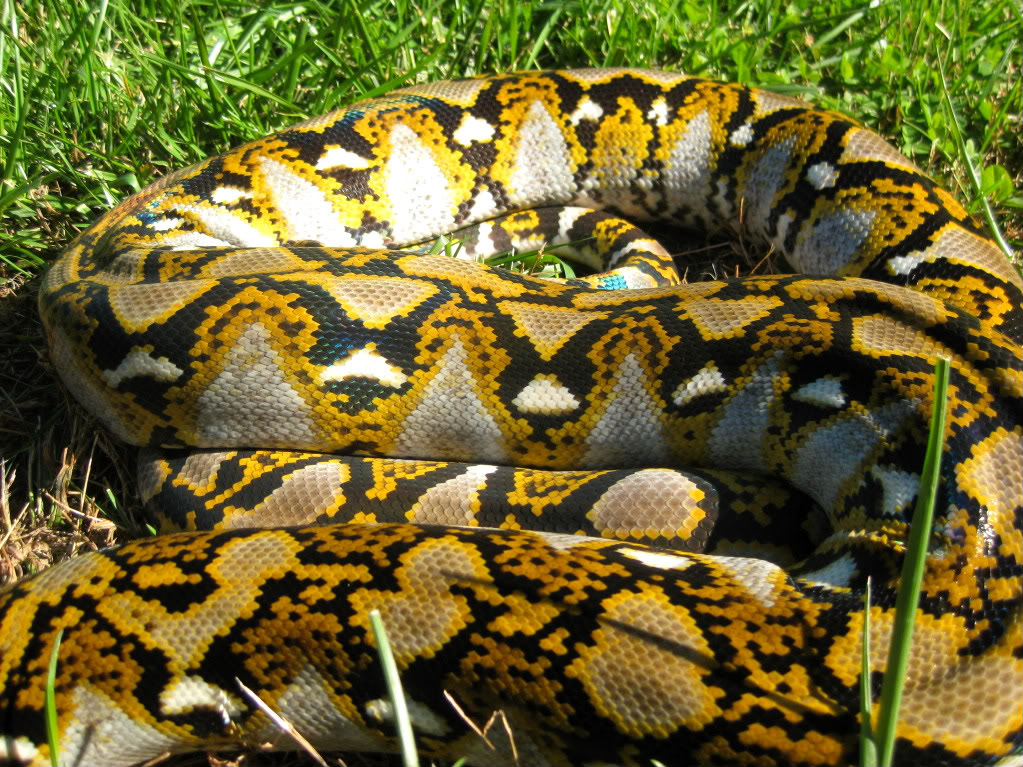
Píton reticulada

A píton-reticulada (Python reticulatus) é uma espécie de serpente da família das pítons encontrada no Sudeste da Ásia. É a maior cobra do mundo, sendo mais leve que as Anacondas (Sucuris) e os répteis mais longos da atualidade e uma das três cobras mais pesadas. Assim como todas as pítons, são constritoras não-venenosas e normalmente não são consideradas perigosas aos humanos, embora já tenha alguns poucos casos documentados de pessoas mortas por uma.
A Python reticulatus é uma cobra muito adaptável e com uma grande capacidade de se espalhar pelo ambiente. Já foram relatados casos da P. reticulatus nadando longas distâncias em rios, atravessando de uma ilha para a outra.

## Descrição
Seu comprimento normalmente varia entre 5 a 7 metros, enquanto o peso varia de 1 a 160 quilogramas, sendo considerada a maior cobra nativa da Ásia.
De acordo com o Guinness Book of Records, o animal mais longo da espécie a ser oficialmente medido e registrado foi "Medusa", de 7,62 metros. Medusa pesava 158,8 quilogramas. Outra serpente, "Twinkie", media aproximadamente 6 metros e pesava quase 158,7 quilos. Um exemplar que supostamente ultrapassará Medusa em comprimento é "Samantha", de 6 metros e 136 quilos, mas como tem apenas 6 anos, pode superar Medusa.
Possui um padrão geométrico complexo de cores, com tons e formas variados. Pela ampla distribuição geográfica da P. reticulatus, a variação das cores, tons, marcas e tamanhos é muito grande. Essas variações ajudam cada indivíduo a se proteger de predadores e capturar suas presas, ficando camufladas no ambiente.

## Distribuição e Habitat
Python reticulatus são encontradas em grande parte do continente asiático.
Vivem, em geral, em florestas tropicais e pastagens próximas. Também estão associadas aos rios e áreas com riachos e lagos próximos. São descritas como excelentes nadadoras, sendo encontrada, segundo relatos, em alto mar, e por consequência, colonizando pequenas ilhas dentro do seu alcance.

## Predadores
A espécie possui poucos inimigos naturais (além do crocodilo e do leão), pois são fortes o suficiente para matar quase qualquer animal que as ameace. Muitas vezes elas atacam até os seus próprios predadores, os crocodilos. Uma Python reticulatus muitas vezes não consegue engolir um crocodilo adulto.[carece de fontes?]

## Alimentação
A espécie se alimenta, principalmente, de mamíferos, e ocasionalmente de pássaros.
Espécimes pequenos (3-4 metros) comem roedores, enquanto indivíduos maiores mudam para presas maiores, de mamíferos de médio porte até de grande porte, como primatas.
Quando a serpente está caçando, ela fica escondida na vegetação esperando a sua presa passar, quando o animal passa perto dela, a serpente dá o bote e começa a enrolar e pressionar o animal, em um processo chamado de constrição. Ao contrário da crença popular, a constrição não mata por sufocamento, e sim por interromper o fluxo sanguíneo (e, consequentemente, o oxigênio) necessário para órgãos vitais como o coração e o cérebro, o que leva à morte muito rapidamente.
A Python reticulatus pode passar até 4 meses sem se alimentar.[carece de fontes?]

## Reprodução
Ovíparas, as fêmeas colocam entre 15 e 80 ovos por embreagem. Em uma temperatura ideal de incubação de 31 a 32°C (88 a 90°F), os ovos levam uma média de 88 dias para eclodirem. As crias têm pelo menos 2 pés (61cm) de comprimento.

## Cativeiro
O enorme tamanho e o padrão interessante dessas cobras fizeram delas atrativas exposições de zoológicos, com vários relatos de indivíduos acima de 6,1m (20 pés) de comprimento e mais de um deles dito ser o maior em cativeiro. No entanto, devido ao seu enorme tamanho, força imensa, disposição agressiva e mobilidade da pele em relação ao corpo, é muito difícil obter medidas exatas de comprimento em uma píton reticulada viva. O peso em cativeiro é raramente indicativo, pois espécimes cativos são frequentemente obesos. Por esta razão, os cientistas não aceitam a validade das medições de comprimento, a menos que sejam realizadas em uma cobra morta ou anestesiada, que é posteriormente preservada em uma coleção do museu ou armazenada para pesquisa científica.

## Perigos para os humanos
Elas não atacam os humanos por natureza, mas podem morder e possivelmente se contrair ao se sentirem ameaçadas. Embora não sejam venenosas, grandes pítons podem causar ferimentos graves, às vezes exigindo pontos.
Ataques em humanos são raros, mas esta espécie tem sido responsável por várias fatalidades humanas, tanto na vida silvestre quanto em cativeiro. Considerando o tamanho e força do animal, é tecnicamente possível que um espécime adulto de P. reticulatus abra suas mandíbulas largas o suficiente para engolir um humano, mas a largura dos ombros de alguns Homo sapiens adultos provavelmente seria um problema mesmo para uma píton com tamanho suficiente. Elas estão entre as poucas cobras que foram sugeridas para atacar seres humanos. Relatos de fatalidades humanas e consumo humano (o último exemplo de consumo de um ser humano adulto bem autenticado) incluem:
- Dois incidentes, aparentemente na Indonésia do início do século XX: Na ilha de Salibabu, Celebes Setentrional, um menino de 14 anos foi morto e supostamente comido por um espécime de 5,17m de comprimento. Outro incidente envolveu uma mulher adulta supostamente devorada por uma "grande python reticulada", mas poucos detalhes são conhecidos.[7]
- Franz Werner relatou um caso de Myanmar que ocorreu no início dos anos 1910 ou em 1927.[4] Um joalheiro chamado Maung Chit Chine, que saiu para caçar com seus amigos, supostamente foi comido por um espécime de 6m (19,7 pés) após ele procurar abrigo de uma tempestade em uma árvore.[8]
- Em 4 de setembro de 1995, Ee Heng Chuan, um seringueiro de 29 anos do estado de Jor, no sul da Malásia, teria sido morto por uma grande píton reticulada. A vítima aparentemente foi surpreendida e espremida até a morte. A cobra estaria enrolada ao redor do corpo sem vida com a cabeça da vítima presa em suas mandíbulas, quando foi encontrada pelo irmão da vítima. A píton, a qual foi relatada medir 7m de comprimento e pesar mais de 136 kg, foi morta pela polícia, que disparou quatro vezes.[4][9]